# Luthi e Blanc
Luthi e Blanc (Lüthi und Blanc) è una fiction televisiva svizzera in 288 episodi trasmessi per la prima volta dal 1999 al 2007.

## Personaggi e interpreti
- Sabina Köster, interpretato da Katharina von Bock (1999–2007)
- Tamara Müller, interpretato da Tiziana Burkart (2002–2007)
- René Imboden †, interpretato da Andreas Matti (2005–2007)
- Jori Weiss, interpretato da Hans-Joachim Frick (2003–2007)
- Alex Weiss, interpretato da Raphael Clamer (2001–2003)
- Oskar Wehrli, interpretato da Jörg Schneider (2004–2007)
- Kurt Schwarz, interpretato da Patrick Frey (1999–2007)
- Thomas Lüthi, interpretato da Benjamin Fueter (1999–2007)
- Johanna Blanc, interpretato da Linda Geiser (1999–2007)
- Lisbeth Rohner, interpretato da Esther Gemsch (1999–2007)
- Ruedi Egger, interpretato da Mathias Gnädinger (2003–2007)
- Jean-Jaques Blanc, interpretato da Hans Heinz Moser (1999–2007)
- Steve Meier #1, interpretato da Martin Schenkel († 2003) (1999–2003)
- Martin Lüthi, interpretato da Hans Schenker (1999–2007)
- Willi Huber, interpretato da Beat Schlatter (1999–2007)
- Ulrich Rohner, interpretato da René Schoenenberger (1999–2007)
- Catherine Lüthi, geb. Blanc, interpretato da Isabelle von Siebenthal (1999–2007)
- Lilian Lüthi, interpretato da Renate Steiger (1999–2007)
- Lotta Waser, interpretato da Viola Tami (1999–2005, 2007)
- Ursula Schmid, interpretato da Tessi Tellmann (2000–2007)
- Michael Frick †, interpretato da Gilles Tschudi (1999–2007)
- Steve Meier #2, interpretato da Roeland Wiesnekker (2003–2007)
- Maja Lüthi, interpretato da Tonia Maria Zindel (1999–2007)
- Regula Imboden †, interpretato da Sabina Schneebeli (2005–2007)
- Gertrud Frick †, interpretato da Monica Gubser (2002)
- Esther Weiss, interpretato da Anne-Marie Blanc († 2009) (2001–2002)
- Daniel Schmid, interpretato da Bernhard Michel (2002–2004)
- Alex Weiss, interpretato da Raphael Clamer (2001–2004)
- Christian Haubensack †, interpretato da Georg Scharegg (2002–2003)
- Franco Moretti, interpretato da Yor Milano (1999–2003, 2005)
- Maurizio Galfatti, interpretato da Joris Gratwohl (2001–2002)
- Letti Merian, interpretato da Sibylle Courvoisier († 2003) (2000–2003)
- Lukas Wälti-Kern †, interpretato da Ettore Cella († 2004) (2002)
- Nathalie Rohner, interpretato da Anja Margoni (1999–2002)
- Jeanine Wälti-Kern, interpretato da Hanna Scheuring (2000–2003)
- Dorothea Hurni-Frick, interpretato da Jessica Früh (1999–2007)
- Albert Fink, interpretato da Ludwig Boettger (2000–2007)
- Paul Nyffenegger, interpretato da Roland Herrman (2002–2003, 2005)
- Margrith Müller, interpretato da Andrea Marin (2003–2004, 2005)
- Thierry Bernasconi †, interpretato da César Keiser († 2007) (2004–2005)
- Zizou Imboden, interpretato da Joel Basman (2005–2007)
- Hanspeter Rohner †, interpretato da Hanspeter Müller-Drossaart (1999–2000)

## Produzione
La serie fu prodotta da C-Films AG e girata nel Canton Zurigo in Svizzera.

## Episodi
| Stagione         | Episodi | Prima TV Svizzera | Prima TV Italia |
| ---------------- | ------- | ----------------- | --------------- |
| Prima stagione   | 26      | 1999-2000         |                 |
| Seconda stagione | 43      | 2000-2001         |                 |
| Terza stagione   | 32      | 2001-2002         |                 |
| Quarta stagione  | 39      | 2002-2003         |                 |
| Quinta stagione  | 38      | 2003-2004         |                 |
| Sesta stagione   | 38      | 2004-2005         |                 |
| Settima stagione | 36      | 2005-2006         |                 |
| Ottava stagione  | 36      | 2006-2007         |                 |

## Distribuzione
La serie fu trasmessa in Svizzera dal 10 ottobre 1999 al 13 maggio 2007 sulla rete televisiva SF 1. In Svizzera è stata trasmessa in italiano con il titolo Luthi e Blanc.